# Choele Choel
Choele Choel è una città dell'Argentina, capoluogo del dipartimento di Avellaneda nella provincia di Río Negro.